# Prasinocyma delicataria
Prasinocyma delicataria är en fjärilsart som beskrevs av Heinrich Benno Möschler 1887. Prasinocyma delicataria ingår i släktet Prasinocyma och familjen mätare. Inga underarter finns listade i Catalogue of Life.